# Erik Nygren (militär)
Erik Gustav Vilhelm Nygren född 18 juli 1923 i Visby stadsförsamling i Gotlands län, död 27 september 1999 i Sankt Görans församling i Stockholm, var en svensk militär (generalmajor). 

## Biografi
Nygren avlade officersexamen 1946 och utnämndes samma år till fänrik i flygvapnet. Han befordrades 1948 till löjtnant vid Östgöta flygflottilj, där han 1949–1954 var divisionschef. Han gick Allmänna krusen vid Flygkrigshögskolan 1951, befordrades till kapten vid Andra flygeskadern 1953, gick Stabskursen vid Flygkrigshögskolan 1954–1955 och gjorde stabstjänst 1956–1957. År 1958 befordrades han till major, varpå han var flygchef vid Hälsinge flygflottilj 1958–1961 och ledde utbildning för österrikiska flygare i Sverige och tjänstgjorde i Österrikes flygvapen 1961. Han var sektionschef vid Andra flygeskadern 1962–1966, befordrades till överstelöjtnant 1963 och gick Allmänna kursen vid Försvarshögskolan 1964. År 1966 befordrades han till överste, varpå han var chef för Jämtlands flygflottilj 1966–1968. Han befordrades till överste av första graden 1969, varefter han var flyginspektör vid staben i Södra militärområdet 1969–1974 och systeminspektör vid Flygstaben 1975–1977. År 1977 befordrades Nygren till generalmajor, varefter han var stabschef vid staben i Övre Norrlands militärområde 1977–1978, chef för Flygstaben 1978–1980 och chef för Första flygeskadern 1980–1983.
Erik Nygren var son till överpostiljonen Artur Nygren och Ester Berg. Han var från 1948 gift med Elsie Löfveberg (1925–1989). Han är begravd på Östra kyrkogården i Visby.

## Utmärkelser
- Riddare av första klassen av Svärdsorden, 1964.[4]
- Kommendör av Svärdsorden, 6 juni 1969.[5]
- Kommendör av första klass av Svärdsorden, 6 juni 1972.[6]